# Йоахим фон дер Остен
Йоахим фон дер Остен (на немски: Joachim von der Osten; * пр. 1529; † 1567 в Плате (Плоти) в Померания) е благородник от род фон дер Остен, херцогски съветник в Херцогство Померания, сеньор на съсловията, собственик в двореца и замъка в Плате, Визбу (Визцобор) и Гайглиц (Иглице) в Полша.
Той е четвъртият син (от девет деца) на рицар Евалд фон дер Остен от Плате (1445 – 1533), , съветник и фогт в Княжество Померания, и съпругата му фрайин София фон Малтцан-Пенцлин (* ок. 1460), дъщеря на Йоахим I (Ахим) фон Малтцан († 1473) и Маргарета фон Фос (* ок. 1430).
През 1367 г. фамилията купува господството Плате (Плоти) в Померания.

## Фамилия
Йоахим фон дер Остен се жени за Анна фон Масов-Вобланзе († в Плотен), дъщеря на Томас фон Масов († сл. 1526 в Палестина) и Аделхайд фон Клайст, дъщеря на херцогския съветник Петер фон Клайст († 1501) и Барбара фон Тесен. Те имат два сина и дъщеря:
- Доротея (София) фон дер Остен (* 1520, Волденбург; † сл. 1584), омъжена за Каспар фон Карниц († сл. 1583), хауптман на Трептов
- Фридрих фон дер Остен (* пр. 1529; † 3 февруари 1609, Щетин), херцогски померански съветник, сеньор на племенните съсловия, женен за Катарина фон Флеминг; имат пет сина
- Давид фон дер Остен (* 1526; † 18 август 1607, Щетин), господар в част от Плате, херцогски померански съветник, женен за Доротея фон Рамел († пр. 1587); имат син и дъщеря